# Palau de Justícia (Girona)
El Palau de Justícia o Edifici judicial de Girona és una obra de les darreres tendències de Girona inclosa a l'Inventari del Patrimoni Arquitectònic de Catalunya.

## Descripció
El Palau de Justícia se situa al límit del nucli antic de Girona, entre el riu i les vies del tren, davant del conjunt de la Catedral.
D'aquest edifici destaca la seva complexitat programàtica donada la gran varietat d'espais. Com que és molt important la separació entre els espais públics i privats, cal una gran claredat de les circulacions i una lògica agrupació d'àrees segons les activitats i la situació respecte l'exterior.
Els arquitectes varen decidir resoldre l'atomització del conjunt a través de dues ales en forma d'L. A l'ala principal es troben les magistratures, les zones representatives i els serveis comuns. A l'altra es troben els jutjats i les sales de vista, que es troben a la planta baixa. A l'articulació entre els dos braços es troba el vestíbul, connectat a l'escalinata a partir d'un atri.
Destaca la façana principal, amb una morfologia còncava. Esdevé una prolongació de la façana classicista de l'edifici de Correus.